# Galeria Bronowice
Galeria Bronowice – jedna z największych galerii handlowych w Krakowie, zlokalizowana przy ulicy Stawowej, nieopodal Ronda Ofiar Katynia. Wybudowana oraz zarządzana przez francuskiego inwestora Immochan (obecnie Ceetrus), będącego zarządcą sklepów pod marką Auchan.

## Historia
Budowę galerii rozpoczęto w pierwszym kwartale 2012 roku. Projekt przygotowało Biuro Rozwoju Krakowa (BRK). Otwarcie miało miejsce 30 listopada 2013 roku. Koszt budowy wyniósł 180 mln złotych netto.
W galerii znalazło się 150 lokali handlowo-usługowych o kubaturze 850 411 m³ i powierzchni najmu 60 000 mkw. Planowana jest dalsza rozbudowa. Na trzypoziomowym parkingu mieści się 2400 samochodów.
Na terenie Galerii powstały murale zaprojektowane przez Huberta Pasiecznego, a wykonane przez firmę WAKEUPTIME. Geometryczny mural został wykonany na przeciwległych ścianach o powierzchni 165 m² przy jednym z wejść do Galerii. Działa tam również urząd Poczty Polskiej oraz sala kinowa działająca jako filia Kina Mikro z 30 miejscami.
W sąsiedztwie Galerii znajdują się sklepy, m.in. IKEA, Castorama, OBI oraz Makro Cash and Carry.

## Punkt Obsługi Mieszkańców
Jest to pierwsza galeria w Krakowie, w której funkcjonuje Punkt Obsługi Mieszkańców Urzędu Miasta Krakowa. Wydział Spraw Administracyjnych załatwia sprawy związane z zameldowaniem i wymeldowaniem oraz złożeniem wniosku o wpis do Centralnej Ewidencji i Informacji o Działalności Gospodarczej. W Wydziale Ewidencji Pojazdów i Kierowców można załatwić sprawy związane ze związane z rejestracją pojazdów i złożyć wniosek o prawo jazdy.

## Akademia w Bronowicach
W wyniku współpracy pomiędzy Galerią Bronowice a Akademią Sztuk Pięknych w Krakowie na terenie kompleksu otwarto galerię sztuki, która otrzymała nazwę Akademia w Bronowicach. Została ona otwarta 4 grudnia 2013 roku. Jej kuratorem artystycznym jest dr hab. Jan Tutaj. Na pierwszej wystawie zaprezentowano prace pedagogów ASP. Do końca 2019 roku zaprezentowano w niej 25 wystaw. Były to między innymi Na początku było Słowo (2016), Pole gry (2016), Idzie nowe (2015), MATERIA(ł) & FORMA(t) (2017), Art_up (2019) czy wystawa komiksu łańcuchowego PAN(AKA)DEMIA (2021).

## Biblioteka
Pod koniec grudnia 2013 roku otwarto na piętrze małą bibliotekę, która funkcjonowała zgodnie z zasadami bookcrossingu. Na regałach umieszczono 500 nowych książek, które opatrzono pieczątką „Zaczytałeś się? Wypożycz mnie do domu. Gdy przeczytasz – oddaj lub przynieś inną. Galeria Bronowice”. Niestety książki zostały dość szybko rozkradzione. W 2015 roku książki wróciły do Galerii. Książki będące własnością Galerii można czytać wyłącznie na miejscu, w czytelni. 